# San Teodoro (Sardenha)
San Teodoro é uma comuna italiana da região da Sardenha, província de Sassari, com cerca de 2.573 habitantes. Estende-se por uma área de 105 km², tendo uma densidade populacional de 25 hab/km². Faz fronteira com Budoni, Loiri Porto San Paolo (SS), Padru (SS), Torpè.

## Demografia
| Variação demográfica do município entre 1861 e 2011                               |
|                                                                                   |
| Fonte: Istituto Nazionale di Statistica (ISTAT) - Elaboração gráfica da Wikipedia |